# Gunjur (North Bank Region)
Gunjur ist eine Ortschaft im westafrikanischen Staat Gambia.
Nach einer Berechnung für das Jahr 2013 leben dort etwa 1299 Einwohner, das Ergebnis der letzten veröffentlichten Volkszählung von 1993 betrug 1251.

## Geographie
Gunjur liegt in der North Bank Region im Distrikt Lower Baddibu. Der Ort liegt rund 0,5 Kilometer südlich der North Bank Road zwischen Saba und Bani.